# Parq Lakhish
Parq Lakhish (hebreiska: פארק לכיש) är en park i Israel.   Den ligger i distriktet Södra distriktet, i den centrala delen av landet. Parq Lakhish ligger 28 meter över havet.
Terrängen runt Parq Lakhish är platt. Havet är nära Parq Lakhish åt nordväst. Runt Parq Lakhish är det tätbefolkat, med 331 invånare per kvadratkilometer. Närmaste större samhälle är Ashdod, 2,8 km söder om Parq Lakhish. Trakten runt Parq Lakhish består till största delen av jordbruksmark.